# Spureinlauf
Unter Spureinlauf versteht man in der Bauphysik den beim Auftreffen des Harnstrahls auf das Urinal, die Pinkelrinne oder die WC-Schüssel entstehenden Schall. Dabei treten typische Geräusche auf, die besonders durch Körperschallübertragung (Übertragung durch Wände und Decken) in anderen Räumen des Gebäudes hörbar werden. Diese Geräusche sollten nach Möglichkeit durch konstruktive Maßnahmen gering gehalten werden, um besonders in Hotels oder Wohnhausanlagen die Beeinträchtigung anderer Bewohner zu vermeiden. Geräuschschützende Maßnahmen sind in DIN 4109-89 (Schallschutz im Hochbau) festgelegt.
Installationsgeräusche allgemein errechnen sich nach der Formel des Schalldruckpegels zu:
{\displaystyle L_{\mathrm {p} {IN}}=30-20\cdot \log {\frac {m^{\prime }}{220\cdot {\textrm {kg}}/{\textrm {m}}^{2}}}}
In dieser Formel ist LpIN der Installationsgeräuschpegel, welcher von der flächenbezogenen Masse der Wand m′ abhängt. Das heißt, dass die Spureinlaufgeräusche umso geringer sind, je schwerer die Wand je Quadratmeter ist, an der die Sanitärgegenstände oder ihre Leitungen angebracht sind. Der Pegel verringert sich bei Verdopplung der Masse um den Faktor 20⋅log 2 ≙ 6,02 dB.